# 1958–1960-as vásárvárosok kupája
A vásárvárosok kupájának 1958–1960-as szezonja volt a kupa 2. kiírása. A trófeát a címvédő FC Barcelona hódította el, miután a döntőben 4–1-es összesítéssel legyőzte az angol Birmingham City együttesét.
Az Újpesti Dózsa csapata volt a kupa első magyar résztvevője.

## Nyolcaddöntő
| 1. csapat      | Össz. | 2. csapat       | 1. mérk. | 2. mérk. |
| -------------- | ----- | --------------- | -------- | -------- |
| Beograd XI     | 11–4  | Lausanne Sports | 6–1      | 5–3      |
| København XI   | 2–7   | Chelsea         | 1–3      | 1–4      |
| Köln XI        | 2–4   | Birmingham City | 2–2      | 0–2      |
| Union SG       | 6–2   | Leipzig XI      | 6–1      | 0–1      |
| Hannover 96    | 2–4   | AS Roma         | 1–3      | 1–1      |
| FC Basel       | 3–7   | CF Barcelona    | 1–2      | 2–5      |
| Zagreb XI      | 4–3   | Újpesti Dózsa   | 4–2      | 0–1      |
| Internazionale | 8–1   | Olympique Lyon  | 7–0      | 1–1      |

### 1. mérkőzések
| 1958. szeptember 24. |

| Beograd XI                                                             | 6–1   | Lausanne Sports |
| ---------------------------------------------------------------------- | ----- | --------------- |
| Milutinović 40' 88' Kostić 58' 63' Mitić 65' Ognjanović 67' (11-esből) | (1–1) | Jonsson 2'      |

|  |

| 1958. szeptember 30. |

| København XI  | 1–3   | Chelsea                              |
| ------------- | ----- | ------------------------------------ |
| Gronemann 25' | (3–0) | Harrison 13' Graves 54' Nicholas 90' |

|  |

| 1958. október 14. |

| Köln XI                | 2–2   | Birmingham City     |
| ---------------------- | ----- | ------------------- |
| Brungs 7' Pfeiffer 12' | (2–1) | Neal 40' Hooper 60' |

|  |

| 1958. október 29. |

| Union SG                                                        | 6–1   | Leipzig XI     |
| --------------------------------------------------------------- | ----- | -------------- |
| van den Berg 12' 51' van Cauwelaert 16' 62' van Dormael 40' 59' | (3–0) | Scherbarth 86' |

|  |

| 1958. november 9. |

| Hannover 96    | 1–3   | AS Roma                    |
| -------------- | ----- | -------------------------- |
| Kellermann 69' | (0–1) | Tasso 25' da Costa 74' 78' |

|  |

| 1958. november 12. |

| Basel XI | 1–2   | CF Barcelona             |
| -------- | ----- | ------------------------ |
| Hosp 76' | (0–0) | Evaristo 54' Gensana 80' |

|  |

| 1958. november 26. |

| Zagreb XI                                          | 4–2   | Újpesti Dózsa           |
| -------------------------------------------------- | ----- | ----------------------- |
| Győrvári 19' (öngól) Jerković 33' 55' Lindskog 56' | (2–2) | Szusza 31' Bencsics 40' |

|  |

| 1958. december 10. |

| Internazionale                                         | 7–0   | Olympique Lyon |
| ------------------------------------------------------ | ----- | -------------- |
| Angelillo 17' 28' Firmani 37' 72' 75' 79' Lindskog 56' | (3–0) |                |

|  |

### 2. mérkőzések
| 1958. október 22. |

| Lausanne Sports             | 3–5   | Beograd XI                                    |
| --------------------------- | ----- | --------------------------------------------- |
| Regamey 29' Stadler 53' 62' | (1–2) | Rudinski 13' 75' Kostić 32' 89' Šekularac 87' |

|  |

Továbbjutott a Beograd XI 11–4-es összesítéssel.
| 1958. november 4. |

| Chelsea                                    | 4–1   | København XI |
| ------------------------------------------ | ----- | ------------ |
| Lees 6' (öngól) Graves 44' 70' Sillett 72' | (2–1) | Schøne 7'    |

|  |

Továbbjutott a Chelsea 7–2-es összesítéssel.
| 1958. november 11. |

| Birmingham City       | 2–0   | Köln XI |
| --------------------- | ----- | ------- |
| Larkin 59' Taylor 67' | (0–0) |         |

|  |

Továbbjutott a Birmingham City 4–2-es összesítéssel.
| 1959. március 4. |

| Leipzig XI     | 1–0   | Union SG |
| -------------- | ----- | -------- |
| Scherbarth 64' | (0–0) |          |

|  |

Továbbjutott az Union SG 6–2-es összesítéssel.
| 1959. január 7. |

| AS Roma   | 1–1   | Hannover 96 |
| --------- | ----- | ----------- |
| Tasso 23' | (1–1) | Gollnow 4'  |

|  |

Továbbjutott az AS Roma 4–2-es összesítéssel.
| 1959. január 6. |

| CF Barcelona                                            | 5–2   | Basel XI                       |
| ------------------------------------------------------- | ----- | ------------------------------ |
| Villaverde 15' Czibor 23' 86' Evaristo 34' González 55' | (3–0) | Hügi 69' (11-esből) Burger 77' |

|  |

Továbbjutott a CF Barcelona 7–3-as összesítéssel.
| 1958. december 3. |

| Újpesti Dózsa | 1–0   | Zagreb XI |
| ------------- | ----- | --------- |
| Szini 73'     | (0–0) |           |

|  |

Továbbjutott a Zagreb XI 4–3-as összesítéssel.
| 1959. január 14. |

| Olympique Lyon | 1–1   | Internazionale |
| -------------- | ----- | -------------- |
| Cossou 19'     | (1–0) | Rovatti 70'    |

|  |

Továbbjutott az Internazionale 8–1-es összesítéssel.

## Negyeddöntő
| 1. csapat       | Össz. | 2. csapat      | 1. mérk. | 2. mérk. |
| --------------- | ----- | -------------- | -------- | -------- |
| Union SG        | 3–1   | AS Roma        | 2–0      | 1–1      |
| Chelsea         | 2–4   | Beograd XI     | 1–0      | 1–4      |
| Birmingham City | 4–3   | Zagreb XI      | 1–0      | 3–3      |
| CF Barcelona    | 8–2   | Internazionale | 4–0      | 4–2      |

### 1. mérkőzések
| 1959. április 22. |

| Union SG                     | 2–0   | AS Roma |
| ---------------------------- | ----- | ------- |
| van Dormael 35' Janssens 61' | (1–0) |         |

|  |

| 1959. április 29. |

| Chelsea      | 1–0   | Beograd XI |
| ------------ | ----- | ---------- |
| Brabrook 30' | (1–0) |            |

|  |

| 1959. május 6. |

| Birmingham City | 2–0   | Zagreb XI |
| --------------- | ----- | --------- |
| Larkin 41'      | (0–0) |           |

|  |

| 1959. május 7. |

| CF Barcelona                                | 4–0   | Internazionale |
| ------------------------------------------- | ----- | -------------- |
| Ribelles 10' 34' Villaverde 77' Segarra 81' | (3–0) |                |

|  |

### 2. mérkőzések
| 1959. május 13. |

| AS Roma      | 1–1   | Union SG         |
| ------------ | ----- | ---------------- |
| da Costa 23' | (1–1) | van den Berg 41' |

|  |

Továbbjutott az Union SG 3–1-es összesítéssel.
| 1959. május 13. |

| Beograd XI                                 | 4–1   | Chelsea      |
| ------------------------------------------ | ----- | ------------ |
| Petaković 3' Mihajlović 42' 86' Kostić 65' | (1–0) | Brabrook 51' |

|  |

Továbbjutott a Beograd XI 4–2-es összesítéssel.
| 1959. május 24. |

| Zagreb XI                   | 3–3   | Birmingham City           |
| --------------------------- | ----- | ------------------------- |
| Dvornić 52' 72' Gaspert 87' | (0–0) | Larkin 32' 62' Hooper 47' |

|  |

Továbbjutott a Birmingham City 4–3-as összesítéssel.
| 1959. szeptember 30. |

| Internazionale             | 2–4   | CF Barcelona                          |
| -------------------------- | ----- | ------------------------------------- |
| Firmani 50' Mereghetti 58' | (0–1) | Martínez 7' 74' Kubala 51' Tejada 90' |

|  |

Továbbjutott az CF Barcelona 8–2-es összesítéssel.

## Elődöntő
| 1. csapat  | Össz. | 2. csapat       | 1. mérk. | 2. mérk. |
| ---------- | ----- | --------------- | -------- | -------- |
| Union SG   | 4–8   | Birmingham City | 2–4      | 2–4      |
| Beograd XI | 2–4   | CF Barcelona    | 1–1      | 1–3      |

### 1. mérkőzések
| 1959. október 7. |

| Union SG                       | 2–4   | Birmingham City                              |
| ------------------------------ | ----- | -------------------------------------------- |
| Janssens 9' van Cauwelaert 46' | (1–2) | Hooper 25' Gordon 39' Taylor 72' Barrett 79' |

|  |

| 1959. október 28. |

| Beograd XI | 1–1   | CF Barcelona |
| ---------- | ----- | ------------ |
| Kostić 69' | (0–1) | Evaristo 44' |

|  |

### 2. mérkőzések
| 1959. november 11. |

| Birmingham City                                 | 4–2   | Union SG                           |
| ----------------------------------------------- | ----- | ---------------------------------- |
| Gordon 15' 63' Larkin 32' Hooper 89' (11-esből) | (2–0) | Janssens 60' Diricx 78' (11-esből) |

|  |

Továbbjutott a Birmingham City 8–4-es összesítéssel.
| 1959. december 9. |

| CF Barcelona                        | 3–1   | Beograd XI     |
| ----------------------------------- | ----- | -------------- |
| Kubala 5' Evaristo 57' Martínez 85' | (1–1) | Mihajlović 43' |

|  |

Továbbjutott a CF Barcelona 4–2-es összesítéssel.

## Döntő
| 1. csapat       | Össz. | 2. csapat    | 1. mérk. | 2. mérk. |
| --------------- | ----- | ------------ | -------- | -------- |
| Birmingham City | 1–4   | CF Barcelona | 0–0      | 1–4      |

### 1. mérkőzés
| 1960. március 29. |

| Birmingham City | 0–0 | CF Barcelona |
| --------------- | --- | ------------ |
|                 |     |              |

| St Andrew's, Birmingham Nézőszám: 40 524 Játékvezető: van Nuffel (belga) |

### 2. mérkőzés
| 1960. április 1. |

| CF Barcelona                       | 4–1   | Birmingham City |
| ---------------------------------- | ----- | --------------- |
| Martínez 3' Czibor 6' 48' Coll 78' | (2–0) | Hooper 82'      |

| Camp Nou, Barcelona Nézőszám: 70 000 Játékvezető: van Nuffel (belga) |

| Az 1958–1960-as vásárvárosok kupája győztese |
| -------------------------------------------- |
| CF Barcelona 2. cím                          |

## Lásd még
- 1958–1959-es bajnokcsapatok Európa-kupája
- 1959–1960-as bajnokcsapatok Európa-kupája

## Külső hivatkozások
- A vásárvárosok kupája az RSSSF honlapján (angolul)